# Johann Karl von der Becke
Johann Karl von der Becke (* 27. Mai 1756 in Iserlohn; † 21. August 1830 in Pauscha) war ein deutscher Jurist und Minister im Herzogtum Sachsen-Gotha-Altenburg.

## Leben

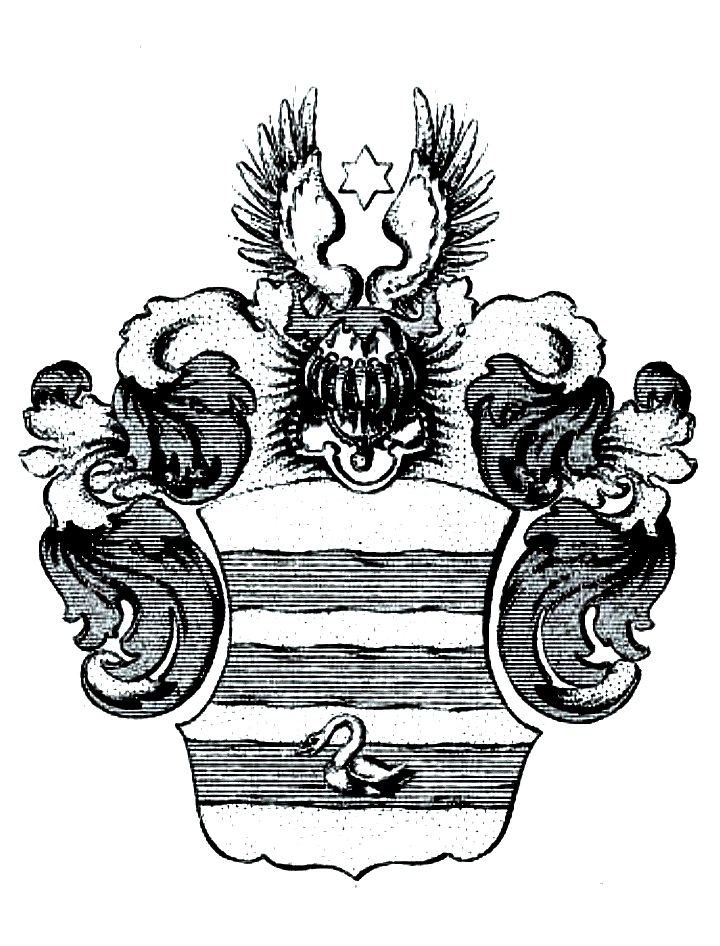
Wappen derer von der Becke aus Iserlohn

Von der Becke entstammte dem in der Grafschaft Mark, genauer in der Stadt Iserlohn ansässigen Geschlecht von der Becke. Er studierte Rechtswissenschaften in Halle und Göttingen. Er promovierte über Aspekte des Westfälischen Friedens zum Dr. jur. und war in Göttingen als Privatdozent tätig. Im Bereich des vom Gewohnheitsrechts geprägten Handelsrecht spielte von der Becke eine Pionierrolle bei Systematisierung und Kodifikation.
Im Jahr 1782 wurde er Regierungsrat in Gotha. Herzog Ernst II. hat von der Becke testamentarisch mit der Sortierung, Ordnung und wenn nötig Vernichtung seiner Papiere beauftragt. Im Jahr 1799 wurde er nach Weimar entsandt, um dort mit Johann Wolfgang von Goethe über eine Reform der Universität Jena zu verhandeln. Unter Herzog August wurde von der Becke Leiter der Landesregierung. Im Jahr 1814 oder 1815 wurde er zum Mitglied des geheimen Ministeriums und zum Kanzler ernannt. Seine Position als Kanzler des Herzogtums gab von der Becke 1823 auf, aus dem Geheimen Ratskollegium schied er 1826 aus. Er trug den Titel eines wirklichen geheimen Rates.
Als Autor verfasste er einige juristische Schriften und veröffentlichte einige Gelegenheitsgedichte. Auch eine Reihe von Briefen von ihm sind erhalten.
Er war ein Onkel des das Rittergut Bärenklause besitzenden Vaters von Edmund von der Becke-Klüchtzners, mithin dessen Großonkel.

## Schriften
- Dissertatio Inavgvralis De Die Decretorio Pace Westphalica Posito Maxime Ad Paragraphos XXV. Et XXVI. Art. V. Instrvmenti Osnabrvgensis / Qvam ... Pro Svmmis In Vtroqve Ivre Honoribvs Rite Obtinendis Die XXIII. Octobr. A. R. S. MDCCLXXVI. ... Pvblico Ervditorvm Examini Svbmittit Avctor Ioannes Carolvs Von Der Becke Iserloensis. Gottingae : Rosenbusch, 1776
- Von der allgemeinen Brauchbarkeit mehrerer Theile der positiven Jurisprudenz. : Nebst einer Anzeige seiner Sommervorlesungen und einem Plan vom Handlungs- Wechsel- und See-Recht. Göttingen : Dieterich, 1777
- Gedichte vom Geheimrathe Becke zu Gotha. Gotha 1821